# Tours de l'Alhambra
Les Tours de défense de l'Alhambra de Grenade ceinturent l'enceinte de l'Alhambra.

## Quelques tours connues

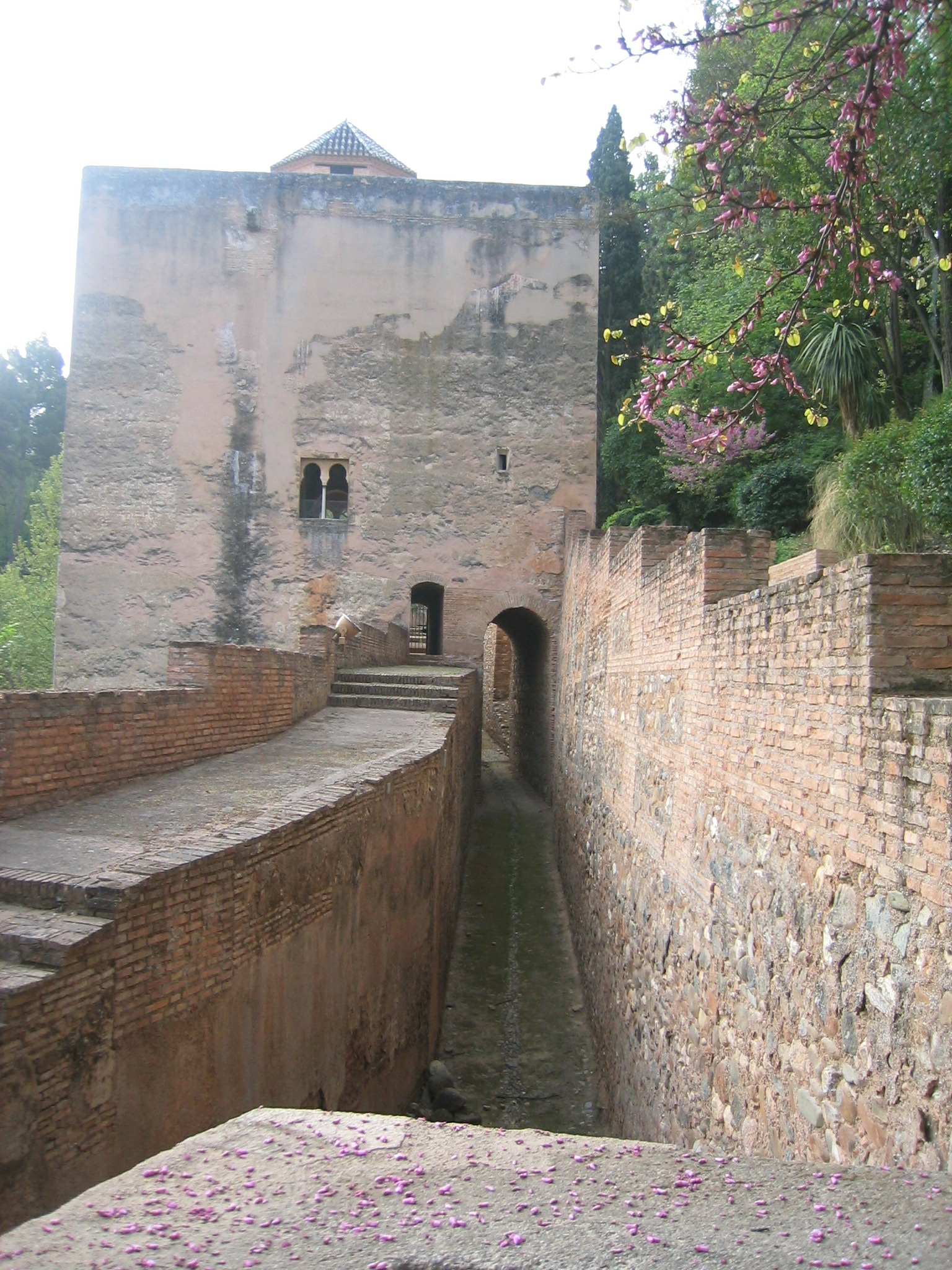
Tour de la Captive, et douves de l'enceinte.

- bâties sous le règne de Yusuf Ier de Grenade :
  - Tour de la Captive : une princesse arabe tombée amoureuse d'un chevalier chrétien aurait été enfermée dans cette tour, qui en aurait pris son nom.
  - Tour du Cadi
  - imposante tour de Comares
  - Tour de Machuca
  - tour du Boudoir de la Reine : torre del Peinador de la Reina

- bâties sous le règne de Mohammed VII de Grenade (1392-1408) :
  - tour des Infantes